# Nazriya Nazim
Nazriya Nazim (nacida el 20 de diciembre de 1994)

 es una actriz, productora y ex presentadora de televisión india que trabaja principalmente en películas en malayalam y tamil.
Comenzó su carrera como presentadora en el canal de televisión malayalam Asianet antes de seguir una carrera como actriz. Hizo su debut como artista infantil con Palunku (2006) y luego como actriz principal en la película malayalam de 2013 Maad Dad. Luego protagonizó películas exitosas como Neram (2013), Raja Rani (2013), Ohm Shanthi Oshaana (2014) y Bangalore Days (2014).
Después de su matrimonio con el actor Fahadh Faasil, se tomó un descanso de la actuación. Regresó en el 2018 con la película Koode de Anjali Menon.

## Primeros años y antecedentes
Nazriya nació de Nazimuddeen y Begum Beena. Tiene un hermano, Naveen Nazim.  Su familia vivía en Al Ain, EAU, antes de mudarse a Thiruvananthapuram.
Estudió en Our Own English High School, Al Ain, EAU y en Christ Nagar School, Thiruvananthapuram y Sarvodaya Vidyalaya, Trivandrum.[cita requerida] En 2013, se unió a Mar Ivanios College, Thiruvananthapuram, pero, según los informes, abandonó la universidad debido a sus apretados horarios de rodaje.

## Carrera cinematográfica
Nazriya comenzó su carrera como presentadora en un programa de televisión de orientación musulmana llamado Punyamaasathiloode en 2005, en Kairali TV, y siguió con varios otros roles de presentadora.
Luego comenzó su carrera como actriz en 2006 como artista infantil en la película malayalam Palunku (2006), dirigida por Blessy, en la que interpretó a la hija del personaje de Mammootty. Luego se convirtió en presentadora del programa de telerrealidad de música popular de Asianet: Munch Star Singer. El protagonista de Mohanlal, Oru Naal Varum (2010), fue su siguiente aventura, en la que interpretó a Dhanya, la hija del personaje de Sreenivasan. Fue elegida para un álbum titulado Yuvvh por Sony Music Entertainment, junto a Nivin Pauly, que se hizo muy popular entre los jóvenes.
Nazriya finalmente consiguió su primer papel principal femenino en la película malayalam Maad Dad (2013). Se asoció con el equipo de Yuvvh —el director Alphonse Putharen y el actor Nivin Pauly— nuevamente para la película de suspense y comedia romántica Neram, que se realizó simultáneamente en tamil y malayalam. La película se convirtió en un gran éxito y la pareja principal fue apreciada tanto por la crítica como por el público. La escena en la que Nivin le propone matrimonio a Nazriya adquirió un estatus de culto entre los cinéfilos. Recibió el Premio Vijay en la categoría de Mejor Actriz Debutante por su actuación en Neram. Luego se la vio en Raja Rani, como una profesional de TI llamada Keerthana. Gautaman Bhaskaran de Hindustan Times escribió: "la única persona que me llamó la atención fue Nazriya Nazim, quien, como la amante de Arya, Keerthana, es absolutamente hermosa con un rostro tan expresivo que no necesitamos que hable". Su siguiente lanzamiento fue Naiyaandi, en el que interpretó a una dentista.
En 2014, se la vio por primera vez en Salalah Mobiles, que fracasó a pesar de tener un fuerte elenco de estrellas, incluido Dulquer Salmaan. Ha completado el rodaje de Thirumanam Enum Nikkah en tamil, en el que actúa como una chica Tamil Iyengar. Luego hizo Ohm Shanthi Oshaana en malayalam, compartiendo pantalla con Nivin Pauly. La película fue un gran éxito y se convirtió en un éxito de taquilla, con una duración de 50 días en casi todos los cines.
Sus siguientes películas fueron Bangalore Days y Samsaaram Aarogyathinu Haanikaram en malayalam y Thirumanam Ennum Nikkah y Vaayai Moodi Pesavum en tamil. Nazriya firmó para protagonizar Nee Nalla Varuvada en octubre de 2013. Sin embargo, en marzo de 2014, Kajal Aggarwal fue contratado y reemplazó a Nazriya. Ganó el premio a la mejor actriz en los 45th Kerala State Film Awards.
Nazriya regresó con la película Koode, protagonizada por Prithviraj y Anjali Menon, después de tomarse un descanso de las películas luego de su matrimonio con Fahadh Faasil. En el 2020, actuó en la película Trance junto con su esposo después de un año de descanso. En el 2022, hizo su debut en telugu con la película Ante Sundaraniki junto a Nani.

## Vida personal
En enero de 2014, el actor de cine malayalam Fahadh Faasil anunció a los medios que se casaría con Nazriya. La pareja se conoció más en los platós de Bangalore Days (2014) de Anjali Menon, en la que interpretaron los papeles de marido y mujer. Fahadh y Nazriya revelaron que sus padres jugaron un papel fundamental en la organización del matrimonio. La pareja se comprometió en febrero de 2014, antes de casarse el 21 de agosto de 2014 en Thiruvananthapuram.

## Filmografía

### Como actriz
| Año  | Película                                                 | Papel                         | Idioma          | notas             | Ref.   |
| ---- | -------------------------------------------------------- | ----------------------------- | --------------- | ----------------- | ------ |
| 2006 | Palunku                                                  | Geethu                        | Malayalam       | Artista infantil  |        |
| 2010 | Pramani                                                  | Sindhu                        | Malayalam       | Artista infantil  |        |
| 2010 | Oru Naal Varum                                           | Dhanya Gopi Krishnan          | Malayalam       | Artista infantil  |        |
| 2013 | papa maad                                                | mariya                        | Malayalam       |                   |        |
| 2013 | Neram                                                    | Jena Veni                     | Malayalam tamil | Película bilingüe |        |
| 2013 | Raja Rani                                                | Keerthana                     | tamil           |                   |        |
| 2013 | Naiyaandi                                                | Vanaroja                      | tamil           |                   |        |
| 2014 | Móviles Salalah                                          | Shahaná                       | Malayalam       |                   |        |
| 2014 | Ohm Shanti Oshaana                                       | Dra. Pooja Mathew             | Malayalam       |                   |        |
| 2014 | Vaayai Moodi Pesavum / Samsaaram Aarogyathinu Haanikaram | Anjana                        | tamil Malyalam  | Película bilingüe |        |
| 2014 | Días de Bangalore                                        | Divya Prakash "Kunju"         | Malayalam       |                   |        |
| 2014 | Thirumanam Enum Nikkah                                   | Vishnu Priya "Aayisha"        | tamil           |                   |        |
| 2018 | Koode                                                    | Jennifer María Thomas "Jenny" | Malayalam       |                   |        |
| 2020 | Trance                                                   | Esther López                  | Malayalam       |                   |        |
| 2020 | Maniyarayile Ashokan                                     | Indhu                         | Malayalam       | Cameo             |        |
| 2022 | Ante Sundaraniki                                         | Leela Tomas                   | telugu          |                   | [ 31 ] |

### Como productora
| Año  | Película             | Idioma    | notas                            |
| ---- | -------------------- | --------- | -------------------------------- |
| 2018 | varathan             | Malayalam |                                  |
| 2019 | Noches de Kumbalangi | Malayalam |                                  |
| 2020 | Hasta pronto         | Malayalam | También diseñadora de producción |

### Televisión
| Año       | Programa                          | Mostrar tipo           | Role            | Canal           | Idioma    | notas                     |
| --------- | --------------------------------- | ---------------------- | --------------- | --------------- | --------- | ------------------------- |
| 2022      | Flores oru kodi                   | Programa de juegos     | Como anfitriona | Canal de flores | Malayalam |                           |
| 2005      | Shruthilayam                      | Espectáculo musical    | Ancla           | Kairali TV      | Malayalam |                           |
| 2006      | Chandrakantham-Telequiss          | Concurso de televisión | Ancla           | Jeevan TV       | Malayalam |                           |
| 2010-2012 | Cantante estrella de Munch Junior | Reality show           | Ancla           | Asianet         | Malayalam |                           |
| 2012      | Cantante estrella                 | Reality show           | Ancla           | Asianet         | Malayalam | Gran final                |
| 2012-2013 | Premios de cine Asianet           | Show de escenario      | Anfitrión       | Asianet         | Malayalam | Junto con Ranjini Haridas |

## Discografía
| Año  | Canción                    | Película          | Director de música | notas |
| ---- | -------------------------- | ----------------- | ------------------ | ----- |
| 2014 | "La La Lasa (Rap Ummachi)" | Móviles Salalah   | Gopi Sunder        |       |
| 2014 | "Ente Kannil Ninakkai"     | Días de Bangalore | Gopi Sunder        |       |
| 2018 | "De soltera"               | varathan          | Sushin Shyam       |       |
| 2018 | "Puthiyoru Pathayil"       | varathan          | Sushin Shyam       |       |

## Premios ynominaciones
| Año  | Premio                                                       | Categoría                                                        | Película           | Resultado | Ref.   |
| ---- | ------------------------------------------------------------ | ---------------------------------------------------------------- | ------------------ | --------- | ------ |
| 2013 | Premios Asiavisión                                           | Nueva sensación en la actuación                                  | Neram              | Ganadora  | [ 32 ] |
| 2014 | Premios de cine Ananda Vikatan                               | Mejor actriz debutante - tamil                                   | Neram              | Ganadora  | [ 33 ] |
| 2014 | XVI Premios de Cine de Asianet                               | Mejor pareja de estrellas (compartido con el actor Nivin Pauly ) | Neram              | Ganadora  |        |
| 2014 | VIII Premios Vijay                                           | Actriz debutante                                                 | Neram              | Ganadora  | [ 34 ] |
| 2014 | Premios de cine de televisión Jaihind                        | Próximo Premio al Talento                                        | Neram              | Ganadora  |        |
| 2014 | premio edison                                                | Mejor actriz debutante                                           | Neram              | Ganadora  |        |
| 2014 | 61st Filmfare Awards Sur                                     | Mejor debut femenino - Sur                                       | Neram              | Ganadora  | [ 35 ] |
| 2014 | 61st Filmfare Awards Sur                                     | Mejor actriz de reparto - Tamil                                  | Raja Rani          | Nominada  | [ 36 ] |
| 2014 | Premios de cine estatales de Tamil Nadu                      | Premio especial Premio                                           | Neram              | Ganadora  | [ 37 ] |
| 2014 | Terceros premios internacionales de cine del sur de la India | Mejor debut femenino - Tamil                                     | Neram              | Nominada  | [ 38 ] |
| 2015 | 62nd Filmfare Awards Sur                                     | Mejor actriz - Malayalam                                         | Ohm Shanti Oshaana | Nominada  | [ 39 ] |
| 2015 | XVII Premios de Cine de Asianet                              | Actriz más popular                                               | Ohm Shanti Oshaana | Ganadora  | [ 40 ] |
| 2015 | XVII Premios de Cine de Asianet                              | Mejor actriz                                                     | Ohm Shanti Oshaana | Ganadora  | [ 40 ] |
| 2015 | 45.° Premios de Cine del Estado de Kerala                    | Mejor actriz                                                     | Ohm Shanti Oshaana | Nominada  | [ 41 ] |
| 2015 | 45.° Premios de Cine del Estado de Kerala                    | Mejor actriz                                                     | Días de Bangalore  | Ganadora  | [ 39 ] |
| 2015 | Premios Asiavisión                                           | Mejor actriz                                                     | Días de Bangalore  | Nominada  | [ 42 ] |
| 2015 | Premios Asiavisión                                           | Estrella del año - Mujer                                         | Días de Bangalore  | Ganadora  | [ 42 ] |
| 2015 | Premios de cine Vanitha                                      | Actriz más popular                                               | Días de Bangalore  | Ganadora  | [ 43 ] |
| 2018 | Premios de cine Nana                                         | Segunda mejor actriz                                             | Koode              | Ganadora  |        |
| 2019 | XXI Premios de Cine de Asianet                               | Mejor actriz de personaje                                        | Koode              | Nominada  |        |
| 2019 | XXI Premios de Cine de Asianet                               | Actriz más popular                                               | Koode              | Nominada  |        |